# Stsニュースレポート
『stsニュースレポート』（エスティーエスニュースレポート）は、1978年10月2日から1991年3月31日までサガテレビで夕方に放送されていた佐賀県向けのローカルワイドニュース番組である。

## 概要
この番組は当初は10分間のスポットニュースで、『FNNニュースレポート6:30』の直後に放送されていたが、1980年3月31日に『FNNニュースレポート6:30』が終了したのに合わせて25分間のニュースワイド番組となり、スポットニュース枠は『佐賀新聞ニュース』に受け継がれた。ただし、『佐賀新聞ニュース』については事実上この番組の前の放送で、この『ニュースレポート』で取り上げる内容を簡単にまとめた予告編的なものだったので、実質30分枠であった。
その後の『FNNスーパータイム』の放送開始に伴い、1984年10月1日からは55分番組化され、タイトルも『FNN stsニュースレポート』と改められたが、この時に『佐賀新聞ニュース』が『デイリーフラッシュ』と改題されたうえでこの番組の次に、その日のニュースの復習として編成されたため、実質60分枠となる。

## 放送時間
| 期間 | 期間      | 平日           | 土曜日        | 日曜日        |
| --- | --------- | -------------- | ------------- | ------------- |
| 1978.10.2 | 1980.3.28 | 18:50 - 19:001 | （放送無し）  | （放送無し）  |
| 1980.3.31 | 1984.9.28 | 18:35 - 19:002 | （放送無し）  | （放送無し）  |
| 1984.10.1 | 1985.3.29 | 18:00 - 18:553 | （放送無し）  | （放送無し）  |
| 1985.4.1 | 1989.4.2  | 18:00 - 18:553 | 18:00 - 18:30 | 17:30 - 18:00 |
| 1989.4.3 | 1991.3.31 | 18:00 - 18:554 | 18:00 - 18:30 | 17:30 - 18:00 |
| 補足 - いずれも日本標準時。 - 1 18:30 - 18:50は『FNNニュースレポート6:30』を放送。 - 2 18:30 - 18:35は『佐賀新聞ニュース』を放送。 - 3 全国ニュースと県内ニュースを統合。18:55 - 19:00は『佐賀新聞ニュース』を放送。 - 4 18:55 - 19:00は『デイリーフラッシュ』を放送。 |           |                |               |               |